# Institut za voćarstvo
Insitut za voćarstvo je naučno-istraživačka institucija u oblasti voćarstva, zaštite bilja, tehnologije biljnih proizvoda i prehrambene biotehnologije.

## Oblast delovanja
Institut za voćarstvo se bavi naučnoistraživačkom, komercijalnom, uslužnom, izdavačkom i informaciono dokumentacionom delatnošću. Naučnoistraživačka delatnost je usmerena na unapređenje istraživačkog rada u oblasti voćarstva. Komercijalna delatnost usmerena je na proizvodnju sertifikovanog i standardnog sadnog materijala. Uslužne delatnosti su usmerene na transfer znanja, naučnih rezultata i tehnologija i njihovu primenu u praksi. Izdavačka delatnost Instituta podrazumeva objavljivanje brojnih monografija, knjiga i zbornika izvoda radova sa naučnih i stručnih skupova. Od 1967. godine Institut izdaje naučno-stručni časopis Jugoslovensko voćarstvo koje je od 2005. godine preimenovano u Voćarstvo. Informaciono dokumentaciona delatnost Instituta bazirana je na radu biblioteke koja ima preko 3.500 naslova časopisa i knjiga, magistarskih teza i doktorskih disertacija iz oblasti voćarstva. Institut ima dobru naučnu saradnju sa velikim brojem naučnih i obrazovnih ustanova, naučnih društava i stručnih udruženja u Srbiji ali i u inostranstvu.

## Istorijat
Prvi voćno-lozni rasadnik u Srbiji osnovan je na mestu sadašnje lokacije Instituta za voćarstvo ukazom kralja Aleksandra Obrenovića još 1898. godine. To je bila osnova za dalji intenzivni razvoj voćarstva u ovom kraju. U Čačku je kao rezultat unapređivanja ove delatnosti održan Prvi kongres voćara Jugoslavije 1932. godine. Institut za voćarstvo, Čačak, osnovan je 17. jula 1946. godine na predlog inženjera Milisava Gavrilovića uz saglasnost Ministarstva poljoprivrede Narodne Republike Srbije. Osnovni zadatak Instituta je bio rešavanje osnovne problematike iz oblasti proizvodnje, zaštite i prerade voća kao i proizvodnje sadnog materijala. Naučno-istraživački rad je intenziviran i već 1948. godine počelo se sa prikupljanjem i kolekcionisanjem genotipova voćaka svih umerenokontinentalnih vrsta. Institut je u narednih šest godina stvorio je najveću kolekciju voćaka na Balkanu (1.684 sorte raznih voćnih vrsta). U periodu od 1951. do 1960. godine saradnici Instituta su podizali ogledne zasade širom Srbije kako bi za pojedine voćarske krajeve ustanovili najpogodnije sorte. Institut je poslovao pod različitim imenima. Do 1954. godine kao Zavod za voćarstvo i preradu voća; U periodu 1954. do 1986. godine kao Institut za voćarstvo; Od 1986. do 1991. godine kao Institut za voćarstvo i vinogradarstvo, Čačak; U periodu 1991–2006. godine kao Centar za voćarstvo i vinogradarstvo u okviru Instituta za istraživanja u poljoprivredi SRBIJA, Beograd. Od 14. Septembra 2006. godine, odlukom Vlade Republike Srbije opet posluje kako Institut za voćarstvo, Čačak.

## Najznačajniji rezultati
U periodu od sedam decenija postojanja u Institutu za voćarstvo stvorene su brojne sorte voća.

### Sorte šljive
1970. godine – ukrštanjem sorte požegača sa kalifornijskom plavom stvorena je JELICA. Ispitivana je pod šifrom I/4 CK a za sortu je priznata 1986. godine. Selekcioneri su dr Dobrivoje Ogašanović, inž. Vojin Bugarčić, dr Ljubica Janda i dr Milojko Ranković; 
Godine 1970. – ukrštanjem sorti Halla i Ruth Gerstettera stvorena je sorta VALERIJA. Ispitivana je pod oznakom XXXVIII/50/70 a za sortu je priznata 1986. godine. Autori ove sorte su dr Dobrivoje Ogašanović, Vojin Bugarčić, dipl. inž. Milojko Ranković i dr Ljubica Janda 
Godine 1959. – ukrštanjem sorte aženka 707 i pacifika stvorena je sorta ČAČANSKI ŠEĆER. Za sortu je priznata 1975. godine a selekcioneri su dr Staniša Paunović, dr Milisav Gavrilović i dr Petar Mišić i naučni saradnici Instituta za voćarstvo;
Godine 1959. – ukrštanjem sorte aženka 707 sa stenlejem stvorena je VALJEVKA; Za sortu je priznata 1985. godine a slekcioneri su dr Dobrivoje Ogašanović, inž. Vojin Bugarčić, dr Ljubica Janda i dr Milojko Ranković; 
Godine 1961. – ukrštanjem sorti vangenhajmove i požegače stvorene su tri sorte ČAČANSKA RANA, ČAČANSKA NAJBOLJA i ČAČANSKA LEPOTICA. Sorte su priznate 1975. godine a selekcioneri su dr Staniša Paunović, dr Milisav Gavrilović i dr Petar Mišić, i naučni savetnici Instituta za voćarstvo u Čačku;
Godine 1961. – ukrštanjem sorte stenleja i požegače stvorena je ČAČANSKA RODNA. Sorta je priznata 1975. godine a selekcioneri su dr Staniša Paunović, dr Milisav Gavrilović i dr Petar Mišić i naučni saradnici Instituta za voćarstvo;

### Sorte jabuke
1984. godine – ukrštanjem sorti zlatnog delišesa i jonatana stvorena je sorta ČADEL. Selekcioneri su dr Žarko Tešović, dr Milojko Ranković i dr Ljubica Janda;
Godine 1959. – ukrštanjem sorti starkinga sa jonatanom proizvedena je ČAČANSKA POZNA. Selekcioneri su dr Petar Mišić i dr Milisav Gavrilović;

### Sorte kajsije
1953. godine – ukrštanjem domaće samonikle kajsije sa mađarskom najboljom proizvedena je ČAČANSKA PLJOSNATA. Selekcioner je dr Staniša Paunović a za sortu je priznata 1975. godine;
Godine 1952. – klonskom selekcijom dobijena je nova sorta ČAČANSKO ZLATO. Za sortu je priznata 1975. godine a selekcioner je dr Staniša Paunović;

### Sorte višnje
1973. godine – ukrštanjem sorti Chase Morello x kereška stvorena je prva jugoslovenska sorta višnje ČAČANSKI RUBIN. Selekcioner je dipl. inž. Vojin Bugarčić;
Godine 1969. – ukrštanjem sorte kereške sa hajmanovom konzervnom stvorena je ŠUMADINKA. Selekcioneri su prof. dr Asen Stnačević i prof. dr Petar Mišić a za sortu je priznata 1984. godine;

### Sorte jagode
1965. godine – ukrštanjem sorti sirpriz de hal x 45/7 stvorene su ČAČANSKA RANA i ČAČANSKA KRUPNA. Selekcioneri su prof. dr Asen Stančević i prof. dr Petar Mišić;
Godine 1959. – ukrštanjem sorti Talisman x Macherauchs fruhertne stvorena je sorta 45/7. Za sortu je priznata 1967. godine a selekcioneri su dr Petar Mišić, dipl. inž. Vojin Bugarčić i dr Milomir Tešić;

### Sorte maline
1980. godine ukrštanjem sorti vedensvila i lejtama stvorena je PODGORINA. Za sortu je priznata 1980. godine a selekcioneri su dr Petar Mišić, inž. Vojin Bugarčić i dr Milomir Tešić; 
Godine 1973. – ukrštanjem sorti malin eksploita sa rubinom stvorena je prva jugoslovenksa sorta maline GRADINA. Selekcioneri su dr Petar Mišić, dr Milomir Tešić i inž. Vojin Bugarčić. Licencu za njeno razmnožavanje otkupila je Francuska;
Godine 1973. – ukrštanjem sorti malin ekploita i rubina stvorena je KRUPNA DVORODNA. Selekcioneri su dr Petar Mišić, inž. Vojin Bugarčić i dr Milomir Tešić;

### Sorte trešnje
1975. godine – ukrštanjem sorti droganova žuta i majove rane stvorena je prva jugoslovenksa sorta trešnje ASENOVA RANA. Za sortu je priznata 1984. godine a selekcioner je prof. dr Asen Stančević; 

### Sorte breskve
1986. godine – ukrštanjem sorti elberte i springtajma stvroena je DORA. Selekcioneri su dr Dobrivoje Ogašanović i mr Radunka Plazinić
Godine 1975. – ukrštanjem sorti veteran i erly est stvorena je sorta ČAČAK. Selekcionar je dr Staniša Paunović;
Godine 1970. – ukrštanjem sorti redhevena i kolinsa stvorena je JULIJA. Selekcioneri su dr Dobrivoje Ogašanović i mr Radunka Plazinić a za sortu je priznata 1986. godine; 

### Sorte kruške
1966. godine – ukrštanjem sorte trevuške sa sortom lektijerkom proizvedena je sorta TREVLEK. Selekcioner je prof. Dr Asen Stančević a sorta je priznata 1984. godine; 
Godine 1963. – ukrštanjem sorte trevuške sa julskom dekantkinjom proizvedena je sorta JUNSKO ZLATO. Ova sorta se zasad smatra najranijom kvalitetnom sortom kruške u svetu sa nešto krupnijim plodom. Selekcioner je prof. Dr Asen Stančević;
Godine 1951. – ukrštanjem sorte vilijamovke sa sortom druardovom maslovkom stvorena je prva jugoslovenska sorta kruške ŠAMPIONKA. Sorta je priznata 1977. godine a proizveo ju je prof. dr Asen Stančević;
U periodu od 2006. do 2016. godine priznate su tri sorte šljive – ZLATKA, POZNA PLAVA I NADA; dve sorte kruške – Julijana i Anđelija i tri sorte višnje – SOFIJA, ISKRA I NEVENA; >

## Spoljašnje veze
- Zvanični sajt Instituta za voćarstvo, Čačak